# ملی‌گرایی منچوری

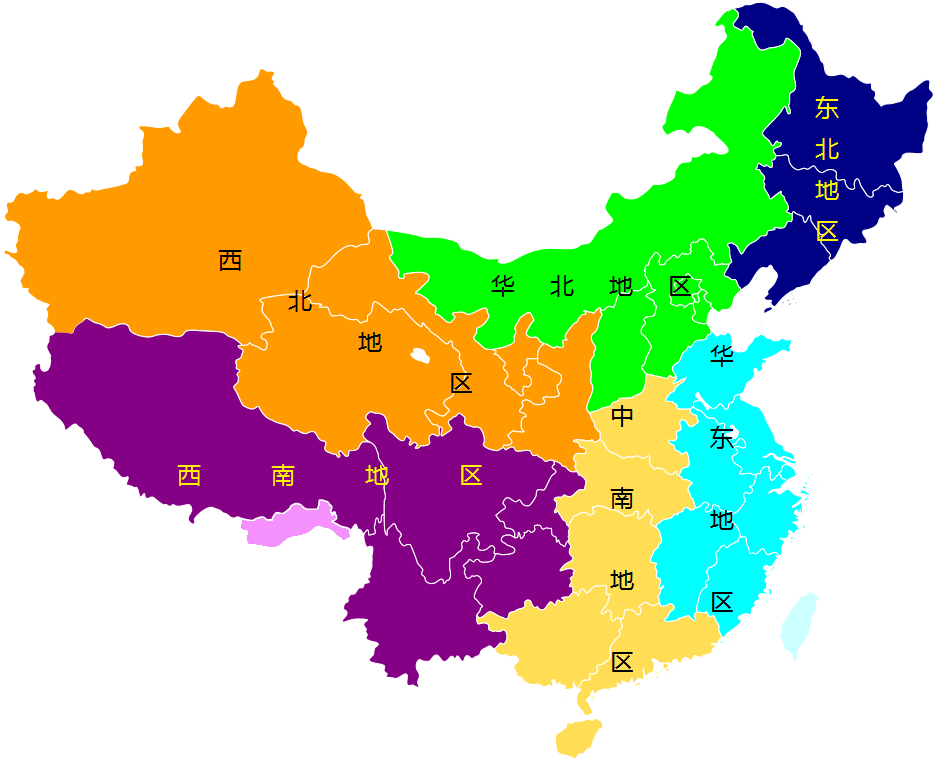
مناطق چین. رنگ سرمه‌ای نشاندهنده منچوری است.

منچوری داخلی: شمال شرقی چین = قرمز, مغولستان داخلی شرقی = صورتی

ملی گرایی منچوری (انگلیسی: Manchurian nationalism) منچو نام منطقه شمال شرقی کشور جمهوری خلق چین است. منچوری سکونتگاه قدیمی اقوامی مانند خیانبی، خیتان، جورچن (منچو) است. نام رایجتر در زبان چینی برای آن منطقه دونگبی (Dongbei) است که به معنی شمال شرقی است. یک منطقه تاریخی در شمال شرقی آسیا است که شامل کلیت شمال شرقی چین و بخش هایی از روسیه مدرن در شرق دور رودخانه اودا و دامنه های توکینگرا-دژگی است. Manchurian nationalismبه ملی گرایی منچو‌ها اشاره دارد. یک ایدئولوژی است که ادعا می‌کند مردم منچوری (منچوها و سایر ساکنان منچوری) یک ملت جداگانه هستند و باید کشور خودشان را داشته باشند.ملی گرایی منچوری بعد از فروپاشی منچو به رهبری دودمان چینگ چین، توسعه یافت. ژاپن ایالت مانچوکوئو (Manchukuo) را تأسیس کرد. دولت دست نشانده ژاپن یک فرصت پایانی برای دوباره به دست آوردن قسمت از دست داده بخش بالایی منچوری را به دست آورده بود. 
ملی‌گرایی منچوری بر این باور استوار است که منچوریایی‌ها یک هویت ملی متمایز دارند و حق دارند تا سرنوشت خود را تعیین کنند، از جمله داشتن یک کشور مستقل. این مفهوم در طول تاریخ، به‌ویژه در دوره‌هایی که منچوری تحت سلطه یا نفوذ قدرت‌های دیگر بوده، اهمیت پیدا کرده است.
- ملی‌گرایان منچوری بر حفظ و ترویج فرهنگ، زبان، آداب و رسوم منچو تاکید دارند. آنها معتقدند که فرهنگ منچو با فرهنگ چینی متفاوت است و باید حفظ شود.
- حق تعیین سرنوشت: ملی‌گرایان منچوری معتقدند که مردم منچوری حق دارند تا سرنوشت خود را تعیین کنند و در صورت تمایل، یک کشور مستقل داشته باشند.
- بازگشت به شکوه گذشته: برخی از ملی‌گرایان منچوری رویای احیای شکوه و عظمت سلسله چینگ را در سر دارند و خواهان بازگشت به دوران اقتدار منچوها هستند.
- جمعیت: منچوها در حال حاضر اقلیت کوچکی در منچوری هستند و بیشتر جمعیت این منطقه را چینی‌های هان تشکیل می‌دهند. این امر چالش بزرگی برای ملی‌گرایان منچوری است، زیرا برای ایجاد یک کشور مستقل، نیاز به حمایت گسترده مردمی دارند.
  - مخالفت دولت چین: دولت چین با هرگونه جنبش جدایی‌طلبانه در منچوری مخالف است و آن را تهدیدی برای تمامیت ارضی خود می‌داند.
  - عدم حمایت بین‌المللی: تاکنون هیچ کشور یا سازمان بین‌المللی از ملی‌گرایی منچوری حمایت نکرده است.  وضعیت کنونی:
  - جنبش‌های پراکنده: امروزه، جنبش‌های ملی‌گرایانه منچوری عمدتاً در فضای مجازی و در میان جوامع مهاجر منچو در خارج از چین فعال هستند.
  - تمرکز بر حفظ فرهنگ: بیشتر این جنبش‌ها بر حفظ و ترویج فرهنگ منچو تمرکز دارند و کمتر به دنبال فعالیت‌های سیاسی رادیکال هستند.  در مجموع، ملی‌گرایی منچوری یک ایدئولوژی پیچیده و چندوجهی است که ریشه در تاریخ، فرهنگ و هویت مردم منچو دارد. این ایدئولوژی با چالش‌ها و موانع زیادی روبرو است، اما همچنان به عنوان یک نیروی بالقوه در منطقه منچوری مطرح است. ملی گرایی منچوری ضعیف و منفعل توصیف شده‌است و در مقایسه با سایر ملی گرایی‌های شرق آسیا هرگز قدرت پیدا نکرد و پس از ۱۹۴۵ رو به افول گذاشت.ملی‌گرایی منچوری به دلیل ترکیبی از سیاست‌های دولت چین، تغییرات جمعیتی، فقدان رهبری و سازماندهی، فقدان حمایت بین‌المللی، و تغییر نگرش‌ها، تضعیف و محدود شده است. اگرچه این ایدئولوژی هنوز به طور کامل از بین نرفته است، اما دیگر نیروی غالب در منطقه منچوری نیست.

لازم به ذکر است که ملی‌گرایی منچوری در میان برخی از جوامع مهاجر منچو در خارج از چین همچنان زنده است و برخی از افراد و گروه‌ها هنوز به دنبال حفظ و ترویج فرهنگ و هویت منچو هستند.{1}

پرچم مانچوکوئو, ایالت منچوری در دهه ۱۹۳۰ تاسیس شد.